# A.S.D. Trastevere Calcio
ASD Trastevere Calcio là một câu lạc bộ bóng đá Ý có trụ sở tại Trastevere, trung tâm lịch sử thành Rome. Câu lạc bộ được thành lập vào năm 2013 bởi sự di dời của ASD Maccarese Calcio, và một lần nữa vào năm 2014 bởi sự di dời của APD Ciampino, mặc dù có một cái tên ASD Trastevere FC đã chơi trong mùa giải 2012-13 Terza Cargetoria khu vực Rome.

## Lịch sử

### ASD Trastevere FC
ASD Trastevere FC được thành lập vào năm 2012 như một sự tôn kính đội lịch sử của khu vực, mà câu lạc bộ đầu tiên được thành lập vào năm 1909. Khu vực này cũng bao gồm câu lạc bộ trẻ của Francesco Totti, Santa Maria ở Trastevere (SMIT, tên của Santa Maria ở Trastevere), đã giải thể vào khoảng năm 1987.
ASD Trastevere FC kết thúc ở vị trí thứ 5 năm 2012-13 Terza Cargetoria Rome bảng C, cấp 10 hoặc cấp thấp nhất của hệ thống giải đấu bóng đá Ý.

### ASD Trastevere Calcio
ASD Trastevere Calcio được thành lập vào năm 2013 bằng cách sử dụng danh hiệu thể thao của ASD Maccarese Calcio. Một tên khác của Maccarese được thành lập vào năm 2013 với tên Pol. Maccarese Giada. Trong mùa đầu tiên, Trastevere kết thúc với vị trí thứ 8 mùa giải 2013-14 Promozione Lazio Group C.
Vào năm 2014, câu lạc bộ mua lại suất thăng hạng một lần nữa, đã chứng kiến sự di dời của APD Ciampino từ Ciampino sang Trastevere, cũng như đổi tên của năm 2013 Trastevere thành ASD Guardia di Finanza Calcio, một tên của Guardia di Finanza. Câu lạc bộ đó đã trở thành AS Grifone Gialloverde vào năm 2016. Ciampino cũng có trụ sở tại một đội khác, Pol. Città di Ciampino.
Trastevere giành chiến thắng mùa 2014-15 Eccellenza Lazio và thăng hạng 2015-16 Serie D.